# Filaga
Filaga is een plaats (frazione) in de Italiaanse gemeente Prizzi.